# 우루과이 U-20 축구 국가대표팀
우루과이 U-20 축구 국가대표팀(스페인어: selección de fútbol sub-20 de Uruguay)은 우루과이를 대표하는 20세 이하의 축구 국가대표팀으로, 우루과이의 축구 관리 기관인 우루과이 축구 협회의 관리를 받는다. FIFA U-20 월드컵에 16번 출전해 2023년에 우승을 차지했으며, CONMEBOL U-20 축구 선수권 대회에 29번 참가해 1954년과 1958년, 1964년, 1975년, 1977년, 1979년, 1981년, 2017년에 우승을 기록했다.

## 역대 감독
| 감독              | 임기 |
| ----------------- | ---- |
| 오스카르 타바레스 | 1983 |
| 오스카르 타바레스 | 1987 |